# Euriphene cottoni
Euriphene cottoni är en fjärilsart som beskrevs av George Thomas Bethune-Baker 1908. Euriphene cottoni ingår i släktet Euriphene och familjen praktfjärilar. Inga underarter finns listade i Catalogue of Life.